# 和田勇 (実業家)
和田 勇（わだ いさみ、1941年4月29日 - ）は、日本の実業家。積水ハウス元代表取締役会長兼CEO、同社元相談役。

## 人物・経歴
和歌山県橋本市の第一生命保険職員の家に生まれる。父が従軍のため、父の実家のある那賀郡上名手村（現紀の川市）に2歳のとき転居。村立上名手小学校卒業、紀の川市立那賀中学校（当時：応神中学校）卒業。叔父の養子となり、野球部が強かった和歌山県立伊都高等学校に進学。和歌山県立粉河高等学校に転校し、同校卒業。
中学・高校では野球部に所属したが、肩をケガして退部し、受験勉強を開始。1961年、1年間の浪人を経て第二志望の関西学院大学法学部に入学。大阪府泉佐野市に転居した父の家から大学に通ったものの、学業には力を入れず、麻雀や旅行をして過ごした。
大学卒業後の1965年、積水ハウスに入社。名古屋営業所に配属。1969年名古屋東営業所所長。同年結婚。1987年中部第一営業部長、1990年に取締役、1994年に常務取締役・西部営業統括本部長、1996年に専務取締役、1998年に代表権取締役社長にそれぞれ就任。2004年社団法人住宅生産団体連合会会長、2007年特定非営利活動法人キッズデザイン協議会会長、2008年4月に代表取締役会長兼CEO就任。2014年1億4900万円の役員報酬を受ける。
2016年春の叙勲で旭日大綬章を受章。
2018年1月、積水ハウス地面師詐欺事件を巡り、和田と阿部俊則が対立し、「お家騒動」に発展。2018年1月24日の取締役会では、和田が「詐欺事件について責任を明確化する」として、阿部の社長解任動議を出したものの否決。その後、阿部が「新しいガバナンス体制を構築する」として、和田を解任する動議を出したところ、和田が辞任を表明。事実上の解任とみられた。2月1日同社取締役相談役に就任。和田は阿部の責任を追及したはずが、返り討ちにあったといわれる。
2020年4月23日の定時株主総会で和田らは事件の経営責任を追及し、経営陣刷新の株主提案を行ったが否決された。

## 著書
- 『住まいから社会を変える 私の履歴書』（日本経済新聞出版社、2015年）※「日本経済新聞」の私の履歴書・2013年11月から1ヶ月掲載を書籍化。